# Rosedale (Waszyngton)
Rosedale – jednostka osadnicza w Stanach Zjednoczonych, w stanie Waszyngton, w hrabstwie Pierce.